# Þorleifr Rauðfeldarson
Þorleifr Rauðfeldarson (Thorleif Raudhfeldarson) también Þorleifr jarlsskáld (del nórdico antiguo, Poeta del Jarl) fue un escaldo de Islandia al servicio del jarl de Lade Håkon Sigurdsson de Noruega, aunque solo unos pocos versos se han preservado en Heimskringla de Snorri Sturluson:
| Hǫ́kon, vitum hvergi (hafizk hefr runnr af gunni) fremra jarl und ferli (folk-Ránar) þér mána ; þú hefr ǫðlinga Óðni (etr hrafn af ná getnum), vesa mátt af því vísi víðlendr, níu senda. Hákonardrápa 1, edición FJ | Hákon, escuchó que bajo nuestro cielo no hay jarl más valiente que tú—pero más grande es la gloria que enmarca las guerras—para gobernar. Nueve príncipes para Óthin— alimentan al cuervo con carne de los hombres caídos—extendiendo lejos tu fama, sí—tú los enviaste. Trad. Lee M. Hollander | La tierra de Noruega nunca conoció Jarl más bravo que el valiente Hakon. En el mar, bajo la luz de la clara luna, No había otro hombre que buscase pelea. Nueve reyes del amplio dominio de Odin Fueron enviados, ¡y muertos por la mano derecha de Hakon! ¡Así que los cuervos fueron alimentados Así que los lobos se saciaron de muertos! Trad. Samuel Laing |  |

Þorleifr también es el protagonista de Þorleifs þáttr jarlaskálds, una obra de ficción. También aparece en la Saga de Svarfdæla donde algunos lausavísur presuntamente son de su autoría.